# Besson MB.411
Besson MB.411 là một loại thủy phi cơ thám sát hai chỗ của Pháp, do hãng Besson thiết kế.

## Biến thể
- MB.41 – mẫu thử gốc.[1]
- MB-411 – phiên bản phát triển.

## Quốc gia sử dụng
Pháp
- Hải quân Pháp

## Tính năng kỹ chiến thuật
Dữ liệu lấy từ 
Đặc điểm tổng quát
- Kíp lái: 2
- Chiều dài: 8,25 m (27 ft  in)
- Sải cánh: 12 m (39 ft 4 in)
- Chiều cao: 2,85 m (9 ft 4 in)
- Diện tích cánh: 22 m2 (237 ft2)
- Trọng lượng rỗng: 760 kg (1.676 lb)
- Trọng lượng có tải: 1.140 kg (2.513 lb)
- Powerplant: 1 × Salmson 9Nd, 130 kW (175 hp)

Hiệu suất bay
- Vận tốc cực đại: 190 km/h (118 mph)
- Tầm bay: 400 km (249 dặm)
- Trần bay: 5.000 m (16.405 ft)